# Acokanthera oblongifolia
Acokanthera oblongifolia, otrovni zimzeleni grm ili manje drvo iz porodice Apocynaceae ili zimzelenovki koje može narasti od 2 do 7 metara visine. Domovina mu je Južnoafrička Republika, Mozambik i Esvatini.
Svi dijelovi drveta su smrtonosno otrovni uključujući i plod.